# Schiedammer parkmoord
De Schiedammer parkmoord is de doorgaans gebezigde benaming voor de doodslag op de tienjarige Nienke Kleiss in het Beatrixpark in Schiedam op 22 juni 2000. Haar elfjarige vriendje Maikel, met wie zij in het park aan het spelen was, werd neergestoken. Hoewel dit misdrijf doorgaans als de Schiedammer parkmoord wordt aangeduid, werd de dader veroordeeld voor het delict doodslag (art. 287 Sr) en dus niet voor moord (art. 289 Sr).
Voor de doodslag op Nienke, het neersteken van Maikel en het plegen van ontuchtige handelingen met beide kinderen in de bosschages van het park werd eerst de verkeerde persoon veroordeeld. De door de politie als verdachte aangemerkte Vlaardinger Cees B. hield na een aanvankelijke valse bekentenis steeds vol onschuldig te zijn. Door een bekentenis van Wik H. werd na vier jaar duidelijk dat Cees B. niet de dader kon zijn. Deze had toen inmiddels ruim vier jaar vastgezeten en werd gedeeltelijk gerehabiliteerd. Hij is echter nimmer expliciet onschuldig verklaard, ondanks het feit Wik H. aan dit misdrijf schuldig werd bevonden.
Deze justitiële dwaling kreeg veel aandacht door de opeenstapeling van blunders bij politie, justitie, deskundigen en politiek. De commotie leidde er toe dat het College van procureurs-generaal in 2005 een onderzoekscommissie instelde onder leiding van advocaat-generaal Frits Posthumus voor een kritische evaluatie van het werk van politie, justitie en de rechterlijke macht. Het rapport van de commissie-Posthumus leidde tot het instellen van de permanente Commissie evaluatie afgesloten strafzaken die justitiële dwalingen zou gaan onderzoeken. Door de feiten die door de onderzoeken aan het licht kwamen bleek dat er sprake was van meer dan één justitiële dwaling.
Onder meer deze zaak leidde tot kritische aandacht voor de verhoormethoden bij het strafvorderlijk onderzoek.

## De feiten op donderdag 22 juni 2000 en daarna
Op 23 juni 2000 meldde de politie Rotterdam-Rijnmond dat een tienjarig meisje door een misdrijf om het leven was gebracht in het Prinses Beatrixpark in Schiedam en dat een elfjarig jongetje gewond was geraakt. Daaraan werd toegevoegd dat men "het sterke vermoeden" van een zedenmisdrijf had. Het elfjarige jongetje was omstreeks kwart over zes uit het park komen rennen en had een voorbijganger aangeklampt. Hij bloedde door een steekwond in zijn nek. Hij zei dat hij en een meisje in het park waren belaagd door een man met bloed op zijn kleding. De voorbijganger had de politie gebeld, die even later ter plekke gearriveerd het levenloze lichaam van het meisje aantrof.
De zwaar mishandelde jongen had in de ambulance op weg naar het Rotterdamse Dijkzigtziekenhuis een beschrijving kunnen geven van hun aanvaller. De jongen verkeerde niet in levensgevaar.
De volgende dag werd bekendgemaakt dat er 25 rechercheurs op de zaak waren gezet.
Over de verdachte wilde de politie slechts beperkte informatie geven, om eventuele getuigen niet te beïnvloeden.
Volgens de politie-woordvoerder stond het park niet bekend als gevaarlijk. "Er zijn wel regelmatig schennisplegers, zoals in elk park, maar er was geen aanleiding om er extra naar te kijken." Kort na de melding was er ook een helikopter ingezet om luchtfoto's van het gebied te maken.
"Een golf van emoties door de hele stad." Zo omschreef de Schiedamse burgemeester R. Scheeres de reacties op het misdrijf in het park.
Uit de eerste berichten in de media die berustten op mededelingen van de politie Rotterdam-Rijnmond bleek dat een nog voortvluchtige en nog onbekende zogeheten "kinderlokker" twee slachtoffertjes op klaarlichte dag onder bedreiging met een mes had gedwongen zich te ontkleden in de bosschages van het drukbezochte Beatrixpark te Schiedam. Na "gruwelijke mishandelingen" zou hij hen vervolgens daar naakt en ontredderd hebben achtergelaten. Het tienjarige meisje Nienke Kleiss uit Schiedam bleek door hem seksueel te zijn misbruikt en vervolgens gedood en haar schoolvriendje Maikel (11) bleek ernstig mishandeld. Volgens de politie waren Nienke en Maikel na een bezoek aan kinderboerderij 't Hoefblad in het park onderweg naar huis, toen zij aan het eind van de middag door de dader werden opgewacht. Ze waren op weg naar hun fietsen, die ze in het park hadden gestald.
Uit de latere strafzaken tegen de verdachten Cees B. en Wik H. zou blijken dat de dader de beide kinderen had gedwongen zich te ontkleden en seksuele handelingen met elkaar te plegen, voordat hij zelf aan zijn gerief probeerde te komen. Ook had hij geprobeerd Maikel met een schoenveter te wurgen, hetgeen mislukte. Maikel hield zich eerst dood en slaagde er vervolgens in te ontsnappen en voorbijgangers te alarmeren.
De verspreiding op 26 juni 2000 van het signalement van de mogelijke moordenaar had de volgende dagen veel tips opgeleverd. Volgens de Leidse rechtspsycholoog Peter van Koppen, gespecialiseerd in het samenstellen van daderprofielen, zou de dader tijdens het gruwelijke misdrijf ofwel "zwaar onder de drugs" moeten hebben gezeten, ofwel over "stalen zenuwen" beschikken: het feit dat hij op klaarlichte dag in een drukbezocht park opereerde en met twee kinderen was, bracht hem tot die conclusie. Omdat gebleken zou zijn dat plegers van een zedendelict, gecombineerd met een levensdelict, vaak blank en 20 à 35 jaar oud zouden zijn en niet ver van de plaats van de moord zouden wonen, werd vooral daarnaar uitgezien. Volgens getuigen die beweerden de vermoedelijke dader te hebben gezien, betrof het inderdaad een blanke man van die leeftijd en "met opvallend veel puisten".
De speculaties werden in de dagen daarna steeds wilder. Op 30 juni 2000 kwam De Telegraaf met het bericht dat de Schiedamse recherche onderzocht of de moordenaar wellicht een zogeheten copycat was, die het delict had afgekeken van een televisieserie. Gedacht werd aan een aflevering uit de Zweedse krimireeks Martin Beck die op de avond voor de moord was uitgezonden op Nederland 1. De gebeurtenissen in deze aflevering zouden veel overeenkomsten vertonen met de moord. Een woordvoerster van de betreffende omroep bevestigde dat het onderzoeksteam van de politie enkele dagen na de moord een kopie van de band had opgevraagd.
Er zouden inderdaad gelijkenissen zijn tussen de Schiedamse kindermoord en de aflevering "Man op het balkon" naar het boek De man op het balkon (1967) van de Zweedse misdaadauteurs Sjöwall & Wahlöö. In beide gevallen was de verdachte een jonge lustmoordenaar die het had gemunt op blonde meisjes van ongeveer tien jaar. In beide gevallen ging het ook om een blanke man met een zeer onverzorgd uiterlijk. Ook de plaats van het misdrijf en de werkwijze geleken "verbluffend veel". Zowel in de televisieaflevering als in de Schiedamse zaak, wachtte de dader zijn slachtoffertjes op klaarlichte dag op in een drukbezocht park. Nadat de seriemoordenaar uit de televisiereeks de meisjes enige tijd had gevolgd, sleurde hij zijn slachtoffertjes de bosjes in, om de kinderen na seksueel misbruik om het leven te brengen.
Begin juli 2000 vond een moord plaats te Kampen, op het vijftienjarige meisje Maartje Pieck waarvan het stoffelijk overschot in een bos werd gevonden, terwijl er inmiddels in de zaak van de Schiedammer parkmoord alsmaar nog geen verdachte was aangehouden. Dit voedde de publieke verontrusting en ook de roep om een kordater optreden van de politie bij dergelijke misdrijven.
Daarbij werd in de pers ook nadrukkelijk gewezen op een aantal nog steeds niet opgeloste zaken: De Telegraaf meldde 20 zaken, waarvan er in 9 het politie-onderzoek nog niet afgesloten was, en beweerde dat er de voorgaande twee jaren een toename zou zijn geweest van dit soort misdrijven.

## Eerste aanhouding en vervolging
Op 5 september 2000 werd de Vlaardingse magazijnbediende Cees B. als verdachte aangehouden. Na een maand zou de Schiedamse politie "een tip" hebben gekregen dat hij de dader weleens zou kunnen zijn. Een politieman had ontdekt dat een man die zijn zoontje op straat had lastiggevallen, dezelfde persoon was die tijdens de moord en mishandeling in het park was en via zijn mobiele telefoon de politie had gewaarschuwd. Dit bleek Cees B. Op 9 september 2000 had hij tegenover de recherche bekend, maar hij trok zijn verklaring een dag later weer in. Daarna bleef hij hardnekkig ontkennen dat hij de dader was.
Op die zitting ontkende hij dat hij Nienke had verkracht en met een schoenveter had gewurgd. Dat hij rond het tijdstip van de moord in het park aanwezig was, stond buiten kijf. Hij was daar namelijk de eerste geweest die de politie had gewaarschuwd. Volgens hem haalde de politie sindsdien alles uit de kast om hem voor de moord "te laten opdraaien". Volgens zijn advocaat bestond er geen bewijs voor betrokkenheid bij de moord. Deskundigen van het Nederlands Forensisch Instituut hadden geen DNA-materiaal van hem kunnen vinden, hoewel zij naar eigen zeggen het grootste DNA-onderzoek hadden uitgevoerd dat ooit in Nederland was gehouden. De verdachte voldeed evenmin aan het signalement dat het overlevende slachtoffertje Maikel had doorgegeven aan de politie.
Op 15 mei 2001 eiste de officier van justitie voor de rechtbank 18 jaar celstraf plus tbs met dwangverpleging wegens het seksueel misbruik van en doodslag op Nienke. Ook de poging tot doodslag op het vriendje van Nienke was volgens het OM aan B. toe te schrijven, ook al hield B. vol onschuldig te zijn.
Op 29 mei 2001 werd Cees B. door de rechtbank Rotterdam conform de eis van het OM veroordeeld tot een celstraf van 18 jaar en tbs met dwangverpleging. Hij kreeg deze straf ook wegens andere feiten die aan hem ten laste waren gelegd, namelijk een eerdere ontucht met een minderjarige jongen en een poging een kind tegen betaling seksuele handelingen bij hem te laten verrichten. De rechtbank betitelde het delict waarvan "bewezen" werd geacht dat het door hem zou zijn gepleegd als "onzegbaar afschuwelijk" en stelde dat hierop slechts een lange gevangenisstraf kon volgen. De rechters kwamen uiteindelijk tot de conclusie dat geen enkel bewijsmiddel in de zaak op zich zelf overtuigend genoeg was, maar dat ze in combinatie met elkaar onweerlegbaar zouden zijn.
Het slachtoffer was door medewerkers van het Nederlands Forensisch Instituut op de plaats van het delict urenlang onderzocht op DNA-sporen van een dader, maar dit zou niets hebben opgeleverd. De rechtbank vond dit begrijpelijk, gezien "de toedracht van de doodslag en het seksuele misbruik". Naast de verklaringen van Maikel, die zich dood had gehouden om later te kunnen ontsnappen, waren belangrijke bewijzen tegen B. dat hij geen sluitend alibi had, dat zijn fiets op de plaats van het delict was gezien en dat de jongen gestoken was met een mes dat "overeenkwam" met een mes dat B. op zijn werk zou gebruiken.
Psychiaters van het Pieter Baan Centrum in Utrecht hadden vastgesteld dat B. als gevolg van verwaarlozing en repressie in de kindertehuizen waar hij was opgegroeid een "sociaal-emotioneel zeer gehandicapte" persoon was geworden. Zij achtten B. dan ook verminderd toerekeningsvatbaar.
De ouders van Nienke Kleiss, die met instemming op het vonnis reageerden, zouden de omstandigheden van de verdachte al eerder hebben onderkend: kort na het misdrijf gaven zij aan niet te voelen voor een stille tocht, zoals destijds vaker voorkwam uit protest tegen zinloos geweld, omdat hun dochter volgens hen "niet het slachtoffer was geworden van een maatschappelijk fenomeen, maar van een ziek persoon." Cees B. ontkende bij de uitspraak wederom schuldig te zijn en kondigde hoger beroep aan.
Op 8 maart 2002 werd B. door het gerechtshof te Den Haag in hoger beroep veroordeeld tot een gevangenisstraf van achttien jaar en tbs. In het arrest sprak het hof van "gruwelijke en schokkende feiten".

## Twijfels
Op 13 februari 2002 verzocht advocaat J. Taekema het gerechtshof in Den Haag tevergeefs een extra getuige te horen tijdens het hoger beroep.
De verklaring van deze nieuwe getuige zou volgens de raadsman "een nieuw licht op de zaak werpen". Taekema stelde dat het verhaal van deze vrouw zijn cliënt zou vrijpleiten. De getuige had een belastende verklaring over een andere persoon. Het hof wees het verzoek van Taekema af, omdat haar verklaring alleen "een persoonlijke speculatie" op zou kunnen leveren.
Het hof hoorde al drie mensen, twee voormalige collega's van Cees B. en een vrouw die de verdachte bij de plaats van het delict meent te hebben gezien, een dag na de moord.
Volgens Taekema had de getuige die hij wilde horen zich bij hem gemeld nadat B. was veroordeeld door de rechtbank in Rotterdam. De vrouw zou zich ook anoniem hebben gemeld bij de politie. Ze zou haar telefoonnummer hebben achtergelaten, maar nooit zijn teruggebeld. Advocaat-generaal Renckens weersprak de lezing van Taekema. Die zou volgens haar slechts "een hypothese" hebben bedacht. Ze vertrouwde erop dat politie en het OM hun werk goed hadden verricht.
Op 1 mei 2003 besteedde misdaadjournalist Peter R. de Vries in een extra lange aflevering van zijn tv-programma Peter R. de Vries, misdaadverslaggever aandacht aan de geruchtmakende zaak, aan de hand van een tot dusver nog geheim rapport. Daarin werd door rechtspsycholoog Van Koppen "de vloer aangeveegd" met het politie- en justitieonderzoek in de zaak. Hij betwijfelde openlijk of Cees B. wel de werkelijke dader was. B. zou al enkele jaren strijd leveren om zijn onschuld te bewijzen en had daarover "talloze brieven" gestuurd naar De Vries. In de uitzending werd onder andere een reconstructie vertoond van de gebeurtenissen in 2000.
De Hoge Raad wees op 7 september 2004 het verzoek tot herziening van de strafzaak af. Cees B.'s advocaat Gerard Spong had hierom gevraagd op grond van het rapport van Van Koppen, volgens welk B.'s bekentenissen en de verklaringen van Nienkes destijds elfjarige klasgenootje Maikel geen betrouwbaar bewijs hadden kunnen opleveren. Van Koppen kwam in zijn rapport bij een ándere dader uit. Volgens de Hoge Raad droeg hij echter formeel gezien geen wettelijk vereist "nieuw feit" aan.
Ook misdaadverslaggever Peter R. de Vries had van het begin af aan vraagtekens gezet bij de betrokkenheid van B. Deze was een pedofiel en op het moment van delict in het park aanwezig. Via zijn mobiele telefoon had hij zelf de politie gealarmeerd. "De recherche vond het wel erg toevallig dat een pedofiel precies op dat moment als getuige bij de plaats delict aanwezig was", aldus De Vries op zijn website.

## Tweede aanhouding en vervolging
Op 17 september 2004 kwam het bericht dat de moord hoogstwaarschijnlijk niet was gepleegd door Cees B., maar door een man die het misdrijf volkomen onverwachts aan de recherche "volledig" zou hebben bekend. Justitie had een nieuw onderzoek ingesteld naar aanleiding van een bekentenis van een 25-jarige Rotterdammer, die in juli al was aangehouden voor een ander misdrijf. "In augustus legde hij opeens een bekennende verklaring af in de zaak-Kleiss", aldus een woordvoerster van het OM in Rotterdam. Deze verdachte had inmiddels zijn bekentenis alweer ingetrokken. De verklaring werd afgelegd op 6 augustus 2004. Volgens een brief van de advocaat van deze nieuwe verdachte werd de verklaring door officier van justitie Stuyt moedwillig achtergehouden voor de Hoge Raad en uit de pers gehouden. De geheimhouding had tot gevolg dat dit feit niet bekend was bij de herziening door de Hoge Raad enige dagen eerder.
Meteen werd duidelijk dat indien B. daadwerkelijk onschuldig mocht blijken, dit bijzonder pijnlijk zou blijken voor politie, Openbaar Ministerie (OM) en rechterlijke macht. Dit omdat, zo wist men zich toen in 2004 ineens te herinneren, tijdens de rechtszaken "steeds duidelijk" was dat er "geen enkel direct bewijs" bestond tegen B.
Op 2 oktober 2004 werd gesteld dat deze verdachte, een man uit Hoek van Holland genaamd Wik H., de werkelijke dader zou zijn. Het nieuwe onderzoeksteam van de politie was er inmiddels stellig van overtuigd dat hij de moord moest hebben gepleegd. Hij zou beschikken over daderkennis. Opmerkelijk werd ook genoemd dat hij in tegenstelling tot Cees B. voldeed aan het signalement van de dader dat onmiddellijk na de moord in juni 2000 was verspreid en getypeerd werd door "een pokdalig gelaat". Wik H. was in datzelfde jaar veroordeeld wegens een zedenmisdrijf en dus al jaren een bekende van politie en justitie. In zijn woonplaats probeerde hij datzelfde jaar een jonge vrouw te verkrachten. H. kreeg destijds een lichte celstraf, gevolgd door een training om zedendelinquenten weer op het rechte pad te krijgen.
In juli 2004 zou hij weer zijn aangehouden, omdat hij in Vlaardingen op straat een vrouw had aangevallen en tevens in Hoek van Holland had geprobeerd een meisje te verkrachten. Hij had haar nabij de spoorrails tegen de grond gewerkt. Toen zij zich verweerde, had hij zijn poging gestaakt. Omdat hij dit slachtoffer bleef stalken, schakelde zij alsnog de politie in en werd hij aangehouden. Geheel onverwachts bekende hij na deze aanhouding de moord op Nienke, om die bekentenis de volgende dag alweer in te trekken. In zijn woonplaats zou H. bekendstaan als een man die voortdurend vrouwen "lastigviel" en vaak onder invloed zou zijn van drank, xtc-pillen of cocaïne, "een man zonder sociale contacten, die zich steeds weer vergrijpt aan vrouwen."
Vervolgens werd wederom gewezen op de "bizarre overeenkomsten" die er zouden zijn met een moord die kort voor de gebeurtenissen in het Beatrixpark in 2000 in die destijds al genoemde krimi op tv zou zijn beschreven.
Daar waar het politieteam in De man op het balkon echter rap tot de slotsom kwam de verkeerde te hebben opgepakt, bleek nu ook in de zaak van de Schiedammer parkmoord de verkeerde te zijn opgepakt. Had Wik H. zich wellicht laten inspireren door De man op het balkon? In het in 1967 geschreven boek weten de Zweedse politie-inspecteur Beck en zijn collega's de gevreesde kindermoordenaar in het laatste hoofdstuk op heterdaad te betrappen en in te rekenen. Dit laatste hoofdstuk begon met de woorden: "Toen was het inmiddels donderdagochtend geworden, de 22e juni."
Opgemerkt werd dat donderdag 22 juni ook de dag was waarop Nienke Kleiss werd vermoord.
Op 29 oktober 2004 werd bericht dat uit een DNA-onderzoek zou blijken dat Cees B. niet de dader kon zijn. Overeenkomsten in DNA zouden aantonen dat de als serieverkrachter beschreven Wik H. die zou zijn. Eerste vergelijkingen van door Wik H. afgestaan DNA-materiaal en sporen die destijds onder Nienkes vingernagels en op haar laars werden gevonden, vertoonden "volgens insiders" belangrijke en onmiskenbare overeenkomsten. Omdat de DNA-sporen op het lijk van het meisje van een zogeheten "mengprofiel" zouden zijn, zou er nader onderzoek worden verricht om een resultaat te krijgen dat toetsing door een rechtbank zou moeten kunnen doorstaan. Beseft werd dat deze ontwikkeling verstrekkende gevolgen kon hebben: Cees B. zou dan geheel onterecht vastzitten.
Bovendien zou het OM vrezen dat er "grote blunders" aan het licht zouden komen in het onderzoeksdossier, dat "aan alle kanten" zou zijn gemanipuleerd, onder meer door belangrijke stukken tegen andere verdachten weg te laten. Zeker zou zijn dat er drie tot vier pedofiele mannen in deze zaak bij politie en justitie in het vizier waren geweest. Betwijfeld werd echter of aan de hand van DNA een sluitend bewijs zou kunnen worden geleverd. Ook het onderzoek naar zijn alibi zou tot dan toe slechts opgeleverd hebben dat hij aanwezig had kunnen zijn op plaats en tijdstip van de moord.
De veter als wurgmiddel zou voor Wik H. niet onbekend zijn: hij was ook gedagvaard op de beschuldiging dat hij in juni in Maassluis een jonge vrouw een veter om de hals had gedraaid. Bovendien zou hij in september 2002 in Den Haag in een videotheek een vrouw onder dreiging met een mes hebben beroofd, vastgebonden, getapet, verkracht en een mes in haar buik hebben gestoken.
In november 2004 leek justitie nog steeds op zoek te zijn naar nader bewijs. Op 22 november 2004 deed justitie in Rotterdam een bijzondere getuigenoproep in het tv-programma Opsporing Verzocht en ook middels folders die werden verspreid in bussen en trams. Nog steeds werd gezocht naar personen die op de bewuste dag in het Beatrixpark waren geweest en met wie de politie nog niet had gesproken.

## Cees B.
Aanvankelijk werd voor de betreffende strafbare feiten de Vlaardinger Cees (ook wel: Kees) B. veroordeeld. Door discutabele verhoormethoden van de politie zou hem een valse bekentenis in de mond zijn gelegd. Nadat hij meer dan vier jaar had vastgezeten en zijn veroordeling in hoger beroep en cassatie in stand was gelaten, werd op grond van nieuwe bekend geworden feiten de uitvoering van zijn gevangenisstraf op 10 december 2004 geschorst. Er werd opnieuw een herzieningsverzoek ingediend bij de Hoge Raad, die dit op 25 januari 2005 heeft toegewezen.
De advocaten van B., Gerard Spong en Jacques Taekema, deden aangifte tegen officier van justitie Edelhauser en advocaat-generaal Renckens wegens het achterhouden van ontlastend bewijsmateriaal respectievelijk in eerste aanleg en in hoger beroep. De Hoge Raad droeg op 12 oktober 2005 het Openbaar Ministerie in Utrecht op deze aangiftes te behandelen. Het arrondissement Utrecht valt onder het ressort Amsterdam en de verdachte ambtenaren werken in het ressort Den Haag. Op 13 december 2006 maakte het OM te Utrecht bekend dat het Edelhauser en Renckens niet vervolgt. Volgens dit OM hadden zij niet strafbaar gehandeld.
De advocaten van Cees B. trachtten in 2006 te bewerkstelligen dat zijn strafzaak opnieuw zou worden behandeld: de ten onrechte veroordeelde B. wilde zo in een nieuw proces aantonen dat bij het Openbaar Ministerie reeds veel eerder bekend zou zijn geweest dat hij niet de dader van de moord op Nienke kon zijn.
Het gerechtshof in Amsterdam bepaalde begin mei 2006 dat het Openbaar Ministerie geen recht meer had om B. te vervolgen, omdat inmiddels iemand anders (Wik H.) definitief was veroordeeld wegens de moord. Waarheidsvinding tijdens een strafproces was, zo oordeelde het hof, om die reden "niet meer aan de orde". Het hof verklaarde het OM daarop niet ontvankelijk.
De advocaten stelden beroep in cassatie bij de Hoge Raad in tegen deze uitspraak. Volgens hen was een belangrijke rechtsvraag aan de orde: het hof had het begrip waarheidsvinding "te beperkt" uitgelegd. "Wij weten nu niet waaróm Cees B. ten onrechte is veroordeeld", aldus Taekema. De commissie-Posthumus, die was ingesteld door het OM, onderzocht de fouten van politie en justitie in de zaak, maar dat vonden de advocaten onvoldoende: "Het rapport van de commissie-Posthumus is kritisch, maar het is een rapport van het OM. Het laat een aantal vragen onbeantwoord. Advocaat-generaal Posthumus kon geen getuigen onder ede verhoren. Dat willen wij wel kunnen doen."
In de uitspraak wees het hof erop dat voor B. "andere wegen" zouden openstaan om de misstanden in zijn zaak boven tafel te krijgen. Daarmee verwees het hof naar de aangifte die Taekema en Spong eerder al hadden gedaan tegen twee aanklagers van het OM. Zij zijn in hun ogen hoofdverantwoordelijk voor de fouten die zijn gemaakt tijdens de behandeling van de strafzaak van hun cliënt.
Justitie in Utrecht moest beslissen of de twee aanklagers hiervoor vervolgd zouden worden. Voor Taekema en Spong kon een eventuele strafvervolging van de beide aanklagers echter niet als vervanging dienen voor een volledig herzieningsproces. "De rechter moet een oordeel geven over de hele zaak", vond Taekema. De advocaten hoopten dat de Hoge Raad de zaak zou terugsturen naar een ander gerechtshof om een onderzoek te doen naar de feiten.
In oktober 2007 leek echter door Hoge Raad definitief een punt te zijn gezet achter de Schiedammer parkmoord, want men oordeelde dat doordat zijn veroordeling (18 jaar cel plus tbs) ongedaan was gemaakt, B. geen strafrechtelijk belang meer zou hebben bij een nieuw proces.

## Vrijlating B.
Op 10 december 2004 werd B. vrijgelaten uit de penitentiaire inrichting in Scheveningen. Het ging om een "strafonderbreking", een volgens justitie uiterst zeldzame maatregel. Daartoe had de directeur van de gevangenis besloten op verzoek van het Openbaar Ministerie. M. van Capelle, hoofdadvocaat-generaal van het ressortsparket in Den Haag verklaarde daarover: "Wij doen dit verzoek voorzichtigheidshalve, iets wat je doet als je vermoedt dat je fout zou kunnen zitten." Van Capelle: "Een strafonderbreking is uniek, in elk geval komt het bijna nooit voor."
Rechtspsycholoog Peter van Koppen, hoogleraar aan de Vrije Universiteit Amsterdam en aan de Universiteit Maastricht, verklaarde ronduit dat justitie had geblunderd in "zijn" zaak. Over de veroordeling van B. verklaarde hij tegenover een verslaggever van NRC Handelsblad: "Deze man had nooit veroordeeld mogen worden. Ieder bewijsmiddel op grond waarvan hij is veroordeeld, deugt niet. Er was ook bewijs dat wees op zijn onschuld. Ik kan me buitengewoon opwinden als het Openbaar Ministerie nu zegt dat er geen fouten zijn gemaakt. Het was broddelwerk."
Van Koppen maakte samen met een groep studenten een "nieuwe analyse" van het dossier in de zaak en stuurde het resultaat daarvan eind 2002 naar de voorzitter van het college van procureurs-generaal, Joan de Wijkerslooth, die er niet inhoudelijk op reageerde.
Van Koppen verklaarde over de toedracht van de gemaakte fouten: "De politie heeft te weinig goede rechercheurs. Dit was een ingewikkelde zaak. Het heeft geen zin daar heel veel rechercheurs op te zetten, alleen om er betere rechercheurs op te zetten." Het Openbaar Ministerie zou in Nederland "te dicht op de recherche" zitten, waardoor er "geen onafhankelijke magistratelijke blik" zou bestaan. "Men kauwt net zo lang door totdat het lijkt dat de verdachte het gedaan heeft." Het Openbaar Ministerie zou een "zeer selectief dossier" hebben samengesteld. Dat de rechters daarmee genoegen hadden genomen, en niet reageerden op het verzoek van B.'s advocaten om meer informatie, kwam volgens hem doordat rechtbanken snel zo veel mogelijk zaken zouden willen afwikkelen. Er zou ook een "gebrek aan onafhankelijkheid" zijn. Van Koppen: "De rechters laten zich piepelen door de minister van Justitie, die hun voorhoudt dat ze moeten produceren, produceren, produceren."
Tweede Kamerleden van CDA en D66 meldden in een eerste reactie op de vrijlating van B. dat de gang van zaken met de eerdere, vermoedelijk onterechte veroordeling waarschijnlijk "niet te voorkomen" zou zijn geweest. "De verdachte is veroordeeld door drie rechters. Nieuwe DNA-methoden maken het nu pas mogelijk om vast te stellen dat het om een andere dader gaat", aldus D66-fractievoorzitter Boris Dittrich. CDA-woordvoerder Van Haersma Buma: "Deze zaak was in elk rechtssysteem zo gelopen." Beide Kamerleden benadrukten dat het justitie niet viel te verwijten dat de verkeerde man veroordeeld is, omdat zijn onschuld zou zijn bewezen met een DNA-techniek die indertijd nog niet bestond. PvdA-woordvoerder Wolfsen sprak van een blunder van het OM. Volgens hem was er te weinig oog voor ontlastende informatie.
Op 5 januari 2005 werd bekendgemaakt dat het college van procureurs-generaal de gang van zaken rondom de veroordeling van B. onderzoekt. Hiertoe werd de commissie-Posthumus in het leven geroepen. B.'s advocaten zouden die dag aangifte doen tegen de twee agenten die hem hadden verhoord.

## Revisie
Op 25 januari 2005 besloot de Hoge Raad dat de zaak tegen Cees B. helemaal moest worden overgedaan bij het Amsterdamse gerechtshof. Inmiddels was B. na 4,5 jaar verblijf in de cel op vrije voeten gesteld: het OM schorste de tenuitvoerlegging van de straf van B., die daardoor in december 2004 vrijkwam. Een verzoek tot schadevergoeding kon echter pas worden ingediend als het hof in Amsterdam tot een vrijspraak zou komen.
NRC Handelsblad interviewde de deskundigen Crombag en Van Koppen. Laatstgenoemde had inmiddels een boek geschreven over de zaak. Een van de verhoortechnieken van de politie die volgens hem bij B. zou zijn gebruikt, was het zogeheten "imaginatieverhoor". Gevraagd werd niet: wat deed u in het park? Maar: hoe denkt u dat de dader het heeft gedaan?
B. was eerder veroordeeld wegens kindermisbruik en elke namiddag, na zijn werk, liep hij in het Beatrixpark op zoek naar kinderen die hij met wat geld trachtte te verleiden hem seksuele diensten te verlenen. Dat hij pedoseksueel zou zijn, wilde nog niet zeggen dat hij dan ook de moord moest hebben gepleegd. De politie was er evenwel meteen van uitgegaan dat hij de dader was: er was een bevooroordeeld, "dadergeleid" onderzoek ingesteld, waarbij motieven en bewijzen bij de dader worden gezocht, in plaats van dat een dader wordt gezocht bij motieven en bewijzen.
Het proces-verbaal van B.'s veronderstelde "bekentenis" in het dossier week op belangrijke punten af van de verklaring van Maikel, het vriendje van Nienke. "Het kon niet kloppen. Maar de politie heeft niks gecheckt."

## Veroordeling H.
Op 13 april 2005 begon de strafzaak tegen Wik H. (geboren in 1979). Ter zitting verklaarde hij blij te zijn met de uitslag van het DNA-onderzoek dat hem als dader aanwees. "Dat bevestigt dat ik geen onzin heb lopen uitkramen." Hij had moeite te geloven wat hij had gedaan, zei hij.
In de periode waarin hij na de gebeurtenissen in het Beatrixpark nog vrij rondliep, had hij tweemaal opnieuw een gewelddadig zedendelict gepleegd: een aanranding van een studente in Maassluis (2004) en de beroving en verkrachting van en poging tot doodslag op een videotheekmedewerkster in Den Haag (2002). Op de vraag waarom hij zich niet eerder meldde, antwoordde hij dat hij niet kon geloven dat hij het gedaan had en dat hij er niet over kon praten.
Hij bekende alle aan hem ten laste gelegde feiten en verklaarde zich voor zijn daden te schamen. "Soms gaat er een knop om, dan komt het beest in mij naar boven. Ik ben bang van dat beest in me, bang om mensen wat aan te doen."
Het OM betoogde levenslang een te zware straf te vinden: deze straf is gereserveerd voor de ernstigste delicten, waarbij er bijvoorbeeld meerdere dodelijke slachtoffers te betreuren zijn. Gezien de leeftijd, H. was destijds 21, en het feit dat hij niet volledig toerekeningsvatbaar werd geacht, had het OM gekozen voor de langst mogelijke 'tijdelijke' straf, namelijk 20 jaar. Een langere straf was wettelijk nog niet mogelijk.
Uit een forensisch-psychiatrisch onderzoek van het Pieter Baan Centrum (PBC) bleek dat H. een persoonlijkheidsstoornis had. Hevige pesterijen vanaf de lagere school en seksueel misbruik door een oom 18 jaar geleden, zouden daartoe hebben geleid. Ook vond het PBC dat H. niet reëel kon nadenken. Het centrum stelde verminderde toerekeningsvatbaarheid vast en adviseerde tbs.
De ouders van Nienke maakten op de zitting gebruik van het spreekrecht voor nabestaanden. De vader noemde de heropende zaak "nog kwetsender en gruwelijker" dan de vorige rechtsgang. De verdachte noemde hij een "psychopaat, gek, monster".
De rechtbank veroordeelde op 27 april de inmiddels 26-jarige Wik H. tot een celstraf van 20 jaar en tbs met dwangverpleging, conform de eis van het OM. Omdat de kans op herhaling groot werd geacht moest H. eerst twee derde van zijn straf uitzitten, voordat de tbs-behandeling van start zou gaan; het is gebruikelijk om na een derde van de straf de verpleging te beginnen. Volgens de rechtbank had hij de nabestaanden "extra leed" aangedaan, doordat hij een andere man voor de daad had laten veroordelen.
In hoger beroep veroordeelde het gerechtshof in Den Haag Wik H. vervolgens op 22 november 2005 tot achttien jaar cel en tbs met dwangverpleging. De advocaat-generaal had levenslang geëist, omdat hij wilde dat voor alles de maatschappij beschermd zou worden tegen H. Bovendien zou H. in zijn visie het meisje hebben vermoord om te voorkomen dat zij hem later als dader zou aanwijzen. Volgens het hof was dit motief echter niet onomstotelijk komen vast te staan. Daarom werd het doden van het meisje niet gekwalificeerd als moord, maar als doodslag.

## Herziening
Toen Wik H. voor het misdrijf werd veroordeeld, besloot de Hoge Raad de veroordeling van B. door het gerechtshof in Amsterdam te laten herzien. Dat bepaalde zónder de zaak te behandelen dat het Openbaar Ministerie geen recht meer had B. te vervolgen. B.'s advocaten namen daarmee geen genoegen.
De advocaten vonden dat in het rapport van de commissie-Posthumus ten onrechte geen schuldigen bij justitie waren aangewezen voor de geconstateerde gerechtelijke dwaling: er zouden stukken ontbreken en het rapport was onvolledig.
Het tweetal wilde 36 getuigen horen, onder wie de officier van justitie, advocaat-generaal en deskundigen van het Nederlands Forensisch Instituut (NFI).
Na de beslissing van de Hoge Raad resteerde een eventuele gang naar het Europese Hof voor de Rechten van de Mens in Straatsburg. B. was nooit officieel vrijgesproken en is volgens Taekema elders in Nederland "een nieuw leven begonnen".

## Rehabilitatie B.
Na de veroordeling van Wik H., op 6 september 2005, meldde het televisieprogramma Netwerk op basis van eigen onderzoek dat het Openbaar Ministerie en het Nederlands Forensisch Instituut laakbaar zouden hebben gehandeld. Medewerkers van het OM zouden "al jaren" hebben geweten dat Cees B. nooit de dader kón zijn. Een ex-politieman en een advocaat stelden in de uitzending resoluut dat het Openbaar Ministerie en het Nederlands Forensisch Instituut cruciaal DNA-bewijs hadden "achtergehouden". Het OM ontkende dit. Het NFI en de aanklagers van het OM die de zaak bij de rechtbank en het gerechtshof behandelden, en ook het college van procureurs-generaal zouden hebben geweten dat het DNA-materiaal dat was aangetroffen op de moordplek, onmogelijk van B. kon zijn. Op het lichaam van het vermoorde meisje en op de veter waarmee ze werd gewurgd, werden DNA-sporen aangetroffen die niet overeenkwamen met het DNA van B.
Het OM zou deze belangrijke informatie echter hebben weggelaten uit het eindrapport dat in de strafzaak werd gepresenteerd. De advocaat van B. en de rechters kregen deze stukken daardoor nooit te zien. "Honderden" justitiemedewerkers zouden hiervan op de hoogte zijn geweest. Een van hen was politiepsycholoog en klokkenluider H. Timmerman, destijds nog werkzaam bij het zogeheten coldcaseteam van de politie Groningen. Hij sloeg intern vergeefs alarm. Het feit dat hij uiteindelijk met Netwerk praatte, zou hebben geleid tot zijn ontslag.
Minister Donner (Justitie, CDA) moest op 6 september 2005 naar aanleiding van de beschuldigingen van Netwerk in de Tweede Kamer opheldering verschaffen over de zaak. De Kamer wilde dat Donner in detail zou uitleggen wat er fout was gegaan bij de veroordeling van B. "We vinden dat de onderste steen boven moet", aldus Kamerlid Wolfsen (PvdA). Afhankelijk van de uitkomst van lopende onderzoeken wilde de PvdA mogelijk een parlementair onderzoek. Ook de VVD sloot zo'n onderzoek niet uit.
Het college van procureurs-generaal had inmiddels reeds een onderzoek gelast naar de wijze van opsporing en vervolging in de zaak Cees B. De Rotterdamse rechtbank, die Cees B. veroordeelde, zou een eigen "zelfreflectie-onderzoek" naar de zaak doen. In het rapport, dat inmiddels was afgerond maar nog niet openbaar was gemaakt, werd volgens een woordvoerder van het OM de zaak "van minuut tot minuut" beschreven.
Op 29 november 2005 werd bericht dat aan B. een schadevergoeding werd toegekend van ruim "zes ton".
In totaal kreeg B. een bedrag van € 600.835,-. Vijf ton was voor de immateriële schade die hij had geleden, € 100.000,- voor de materiële. De resterende € 835,- was een vergoeding voor de reiskosten van zijn ouders. In de media werd opgemerkt dat de Twee van Putten, die zeven jaar onterecht hadden vastgezeten voor de moord op Christel Ambrosius, als schadeloosstelling een bedrag van € 1,8 miljoen van de staat hadden ontvangen.
Op 15 maart 2006 werd bekendgemaakt dat ook aan het jongetje Maikel, het overlevende slachtoffertje dat getuige was van de moord, een schadevergoeding was toegekend van een niet nader genoemd bedrag. Dit omdat hij tijdens de verhoren door de politie keihard was aangepakt, op een wijze die niet overeenstemde met de te betrachten slachtofferzorg.

## Het onderzoek
Het televisieprogramma Zembla gaf op 28 november 2005 een reconstructie van de gang van het onderzoek. Reeds kort na het delict wezen verschillende verklaringen de later veroordeelde H. aan als vermoedelijke dader. Een van de tipgevers was een toenmalige agente van het betreffende regiokorps Rotterdam-Rijnmond. Met deze aanwijzingen werd niets gedaan. In juli 2000 werd Maikel, hoewel zelf slachtoffer en toen 11 jaar, als "verdachte" aangemerkt. Hij en zijn ouders werden door het rechercheteam geïntimideerd. Minister Donner had daarvoor in september 2005 excuses aangeboden. Korpsbeheerder Opstelten had op 4 november 2005 na onderzoek afgezien van strafmaatregelen tegen de betrokken rechercheurs. Ook het OM in Rotterdam zag op 3 januari 2006 af van vervolging.
De benadering van Maikel als verdachte leidde tot niets. Het rechercheteam richtte zich vervolgens op de getuige B., die zich kort na het misdrijf bij de plaats van het delict bevond en degene was geweest die de politie gebeld had. Onder langdurige en zware druk van de ondervragende rechercheurs "bekende" hij feiten waarvan hij niets af wist en vermeldde daarbij details die de rechercheurs hem in de mond gelegd hadden en tevens in strijd met bekende feiten waren: zo zou hij Maikel en Nienke in de bosjes hebben aangetroffen (verklaring Maikel: "dader sleepte ons de bosjes in"; deze verklaring hield hij vol na nader verhoor door de rechercheurs die zijn verklaring aangepast wilden zien aan het verzonnen verhaal van B.), zou hij eerst Nienke hebben gedood en daarna Maikel hebben mishandeld (verklaring Maikel: volgorde andersom) en zou hij Nienke met een wit T-shirt hebben gedood (was de schoenveter van Maikel). Mede op basis van deze onjuiste getuigenverklaring hebben het rechercheteam en officier van justitie Edelhauser B. vervolgd.
Frappant was dat B. in het geheel niet leek op het signalement dat Maikel had gegeven. Maikel had kort na het misdrijf zijn hulp ingeroepen. B. belde toen het alarmnummer. Hij was vanuit zijn werk door het Beatrixpark komen fietsen. De "tijdlijn" van zijn controleerbare bezigheden stemde niet overeen met die van het delict. Er ontbraken technische sporen van hem op het lichaam van de slachtoffers (Rapport Posthumus 5.5.2).
Beide betrokken rechterlijke instellingen, zowel de rechtbank te Rotterdam als het gerechtshof te Den Haag besloten tot een zogeheten zelfreflectie. Naar eigen zeggen zou dit een "novum" zijn in de Nederlandse rechtspraak. Twee belangrijke lessen die uit dit onderzoek werden getrokken:
- rechters moeten zelfstandig onderzoek gelasten, indien ze van mening zijn dat gepresenteerd bewijsmateriaal niet volledig overtuigend is;
- aan een bekentenis van een verdachte moeten ze niet te veel bewijskracht ontlenen.

In het vakblad Trema schreef de Rotterdamse rechtbankpresident F. van den Emster: "De eerste les is dat bekentenissen, en in het bijzonder bekentenissen die naderhand zijn ingetrokken, met grote behoedzaamheid dienen te worden gebruikt bij het bewijs." In de zaak-Nienke had de rechter moeten kijken of er aanleiding was aan de waarde van de (ingetrokken) bekentenis te twijfelen en of er sterke redenen waren om die bekentenis voor het bewijs uit te sluiten. "Bij ernstige zaken zoals de Schiedamse Parkmoord, waarbij de bekentenis van de verdachte vaak het belangrijkste bewijsmiddel vormt, moet het mogelijk zijn die bekentenis op video vast te leggen." Alleen dan zou kunnen worden vastgesteld of de bekentenis, zoals vermoedelijk bij B., onder zware druk van de politie tot stand was gekomen.
Deze aanbeveling behoedzaam om te gaan met bekentenissen stond haaks op een wijziging, begin 2005, in het Wetboek van Strafvordering. Nu geldt dat wanneer een verdachte bekent, rechters de bewijsmiddelen dan niet verder hoeven uit te werken en in hun vonnis konden volstaan met slechts een opgave van de tot schuldigverklaring strekkende bewijsmiddelen. Dit nieuwe voorschrift had betrekking op de tekst van het te wijzen vonnis, maar het werd nu niet uitgesloten geacht dat rechters bij een bekennende verdachte dan ook op de zitting zelf minder aandacht zouden hebben voor overig bewijsmateriaal.
De tweede les was volgens Van den Emster, dat de rechter bestand zou moeten zijn tegen de druk die Openbaar Ministerie, verdachte of advocaat soms uitoefenen om een bepaalde aanpak te bewerkstelligen. Van den Emster vond dat de rechter zich niet moest laten verleiden "tot wat hij niet wil en al helemaal niet om zich te laten weerhouden van wat hij noodzakelijk acht".

## Rapport
Uit het in september 2005 gepresenteerde onderzoeksrapport van de commissie-Posthumus naar de rol van het Openbaar Ministerie bleek dat bij de opsporing al vanaf de eerste dag ernstige fouten waren gemaakt. Het rapport werd door advocaat-generaal F. Posthumus aangeboden aan Harm Brouwer, hoogste baas van het College van procureurs-generaal. Deze erkende dat het OM "onmiskenbaar fouten" had gemaakt en dat er "heel veel" was misgegaan, met ernstige gevolgen. Volgens hem was uit het onderzoek echter niet gebleken dat het OM "te kwader trouw of bewust verkeerd" zou hebben gehandeld.
Het politieonderzoek was volgens Posthumus "ongestructureerd" verlopen: "Vanaf het begin heeft het ontbroken aan een goede tactische en technische planning." Posthumus constateerde dat er na de bekentenis van B. onvoldoende rekening was gehouden met de mogelijkheid dat hij ten onrechte had bekend.

## Onthulling achteraf
Op 5 september 2005 maakte het televisieprogramma Netwerk bekend dat het Nederlands Forensisch Instituut tijdens het onderzoek bewijsmateriaal had aangetroffen dat de voor het misdrijf veroordeelde man vrijpleitte. Het programma Netwerk suggereerde dat het Openbaar Ministerie opzettelijk had nagelaten ontlastend bewijsmateriaal aan het gerechtshof voor te leggen. Minister van Justitie Donner kwam hierdoor in politieke moeilijkheden. Donners eerste reactie was om de media de schuld te geven, door te zeggen dat het OM door de negatieve berichtgeving onder druk kwam te staan. Dit maakte veel reacties los in de trant van dat niet de boodschapper, maar de boodschap Donners probleem was. Ook het OM was op de hoogte van het ontlastende bewijsmateriaal, zowel tijdens de eerste zitting als bij het hoger beroep, waarin de veroordeling werd bevestigd. Het ging om DNA-materiaal dat op het lichaam van Nienke en het moordwapen was aangetroffen. Dit profiel wees op een onbekende man en was zeker niet van Cees B. Het NFI heeft tussen 2000 en 2005 lezingen gegeven aan meer dan honderd medewerkers van het ministerie van Justitie, waarbij werd verteld dat de als dader aangemerkte man ten onrechte vastzat. Hierop werd geen actie ondernomen.
Niet alleen werd het toentertijd elfjarige jongetje Maikel op harde wijze door de politie verhoord, waarbij interne richtlijnen van de politie werden overschreden, ook had de begeleider van Maikel, "deskundige 2" Ruud Bullens, bijzonder hoogleraar forensische kinderpsychologie, vertrouwelijke gesprekken met Maikel opgenomen en doorgegeven aan de politie. Hiermee schond hij zijn beroepsgeheim.
Volgens actualiteitenprogramma Netwerk (aflevering van 31 oktober 2005) probeerde officier van justitie mevrouw Stuyt de gedetailleerde bekentenis van H. in de doofpot te houden door bij advocaat Jongsma van H. erop aan te dringen om zijn bekentenis niet naar buiten te brengen. H. had verklaard dat hij in het Beatrixpark een meisje had gewurgd en dat deze hem in zijn hand had gekrabd. Het DNA onder de vingernagel van het slachtoffer kwam overeen met het profiel van H. Het spoor onder de vingernagel was al onderzocht, maar terzijde gelegd omdat het niet overeenkwam met verdachte Cees B. Pas nadat ruim een maand later De Telegraaf met dit nieuws kwam, onderzocht het OM de verklaring van H. Het hoofd van Openbaar Ministerie, H. Brouwer, erkende daarna dat er door het OM fouten zijn gemaakt, maar bleef ontkennen dat er in de rechtszaak tegen de verdachte en in hoger beroep cruciaal bewijsmateriaal is achtergehouden.
Naar aanleiding van de onthulling bij Netwerk werd het rapport Posthumus eerder gepubliceerd en vond op 15 september een spoeddebat plaats tussen minister Donner en de Tweede Kamer. De minister bleef daarin ontkennen dat het Openbaar Ministerie ontlastend bewijsmateriaal achter had gehouden.

## Boek
Na 10 jaar stilte schreef Cees B. een boek over zijn leven, waarin hij zijn misnoegen uitte over de bejegening die hem ten deel was gevallen. Voor een gedrukte uitgave van zijn manuscript kon hij echter geen uitgever vinden. Zijn oordeel was stellig: “Bij justitie zijn ze corrupt. Daar ben ik van overtuigd."

## Verdere ontwikkelingen
- De moeder van Nienke Kleiss is lezingen gaan geven om lotgenoten behulpzaam te zijn bij de verwerking van hun verlies.[43]
- Naar aanleiding van verwikkelingen rond de Schiedammer parkmoord pluizen studenten rechtspsychologie in de projectgroep Gerede Twijfel van het Laboratory for Legal Psychology van de Vrije Universiteit Amsterdam op verzoek van een veroordeelde of een advocaat oude zaken na, onder begeleiding van rechtspsycholoog Peter van Koppen, die onder meer onderzoek deed naar de Schiedammer Parkmoord in 2000 [44][45][46][47]
- Geïnspireerd door de Amsterdamse projectgroep Gerede Twijfel werd aan de Universiteit van Maastricht een soortgelijke groep opgericht en werd de tv-serie Gerede Twijfel geproduceerd.
- Maikel Willebrand, die de gebeurtenissen in juni 2000 in het Beatrixpark overleefde door zich dood te houden en in 2006 een schadevergoeding kreeg voor de wijze waarop hij door de politie was behandeld, kondigde in 2014 aan de gemeentelijke politiek in te gaan. De partij Leefbaar Schiedam zou hem voor de raadsverkiezingen "op een prominente plek" willen zetten.[48]
- Toen in 2018 over de verlenging van de TBS van Wik H. moest worden beslist, werd zijn verzoek om begeleid verlof afgewezen. Nadat hij in 2016 de hem in 2005 opgelegde gevangenisstraf had uitgezeten was men in Forensisch Psychiatrisch Centrum De Rooyse Wissel in Venray begonnen met zijn behandeling. De advocaat van H. meldde dat hij tijdens zijn detentie in de gevangenis was aangevallen en mishandeld, waardoor hij in het ziekenhuis belandde.[49][50][51][52]

## Verder lezen
- P.J. van Koppen De Schiedammer parkmoord: een rechtspsychologische reconstructie, uitg. Ars Aequi Libri, Nijmegen (2003) ISBN 90-6916-484-1
- Ton Derksen Het O.M. in de fout, uitg. Veen Magazines, Diemen (2008) ISBN 9789085711704
- Victor Toom Dragers van Waarheid. Twintig jaar forensisch DNA-onderzoek in Nederland, uitg. Kluwer, Deventer (2011) ISBN 9789013090987